# 秋季展 (ノルウェー)

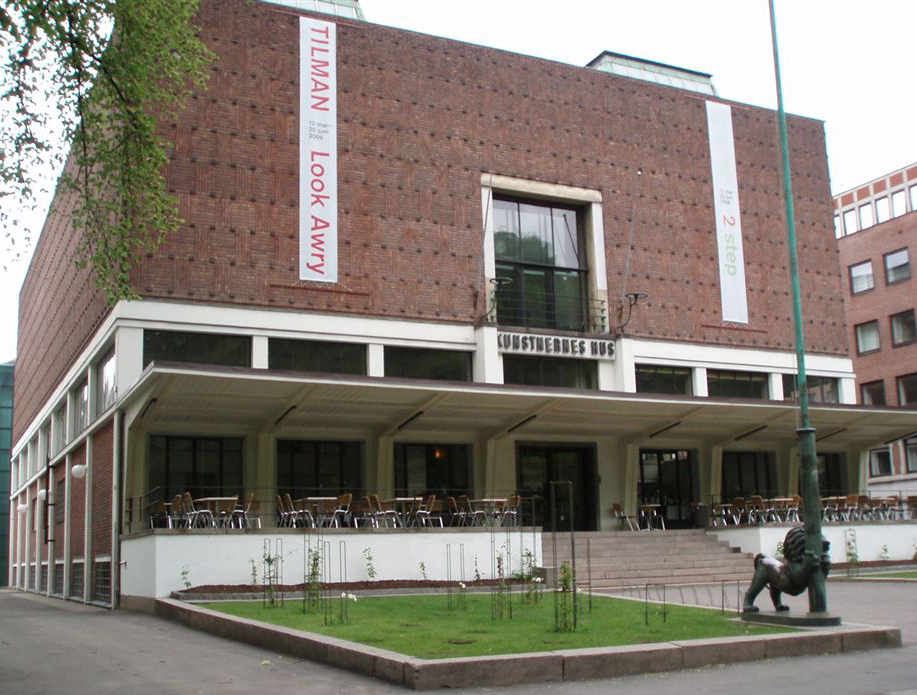
オスロの芸術家会館。1930年以来、秋季展の会場となっている。

秋季展（しゅうきてん、ノルウェー語: Høstutstillingen）は、ノルウェー・オスロで毎年開催されている美術展。ノルウェー美術家協会が主催している。絵画、彫刻、グラフィックデザイン、素描、テクスタイルなど、分野ごとに審査員が置かれ、審査を行っている。

## 概要
第1回の秋季展は、1882年、「芸術家展」(Kunstnernes Utstilling) の名称で開かれた。当時のブルジョワ的なクリスチャニア芸術協会に対する反発から生まれた。設立を主導したのは、フリッツ・タウロウ、クリスチャン・クローグ、エーリック・ヴァーレンショルドといった有力な画家であった。1884年、展覧会は国の補助を受けることとなり、官立芸術展 (Statens Kunstutstilling) と改称した。ノルウェー芸術の質と幅を示す狙いがあった。1894年から2回は、春に開催されたが、その後、毎年秋に開催されるようになった。1930年からは、芸術家会館 (Kunstnernes Hus) で開催されている。
従来は、絵画、彫刻、素描、グラフィックデザイン、テクスタイルが展示されてきたが、近年では、写真、映画、パフォーマンスアート、音声なども含まれるようになっている。写真は、1971年にKåre Kivijärviに出展が許可されたのが最初である。最近では動画や携帯電話の写真も出展されている。
2004年、1200点の作品が登録され、実際に展示されたのはそのうち117点であった。翌年は1700点以上の登録で、過去最高を記録した。2004年の来展者は3万1533人であった。